# Kharijapikon
Kharijapikon là một thị trấn thống kê (census town) của quận Goalpara thuộc bang Assam, Ấn Độ.

## Nhân khẩu
Theo điều tra dân số năm 2001 của Ấn Độ, Kharijapikon có dân số 5833 người. Phái nam chiếm 57% tổng số dân và phái nữ chiếm 43%. Kharijapikon có tỷ lệ 73% biết đọc biết viết, cao hơn tỷ lệ trung bình toàn quốc là 59,5%: tỷ lệ cho phái nam là 80%, và tỷ lệ cho phái nữ là 64%. Tại Kharijapikon, 13% dân số nhỏ hơn 6 tuổi.